# Felicity Sheedy-Ryan
Felicity Sheedy-Ryan (Perth, 12 de febrero de 1985) es una deportista australiana que compitió en duatlón. Ganó tres medallas en el Campeonato Mundial de Duatlón entre los años 2010 y 2017.

## Palmarés internacional
| Campeonato Mundial | Campeonato Mundial       | Campeonato Mundial | Campeonato Mundial |
| Año                | Lugar                    | Medalla            | Prueba             |
| ------------------ | ------------------------ | ------------------ | ------------------ |
| 2010               | Edimburgo ( Reino Unido) | Medalla de bronce  | Individual         |
| 2012               | Nancy ( Francia)         | Medalla de oro     | Individual         |
| 2017               | Penticton ( Canadá)      | Medalla de oro     | Individual         |